# 许原清
许原清（1785年—1835年），字本泉，江苏华亭人，是一名清朝政治人物。
道光二年(1822年)，摄福清县事。次年，任同安知县。九年　接替戴嘉谷署漳州府知府一职，道光十五年(1835年)由童宗颜接任。